# Eressa discinota
Eressa discinota là một loài bướm đêm thuộc phân họ Arctiinae, họ Erebidae.